# صموئيل إيدي
صموئيل إيدي (بالإنجليزية: Samuel Eddy)‏ هو قاضي ومحامي وسياسي أمريكي، ولد في 31 مارس 1769 في جونستون في الولايات المتحدة، وتوفي في 3 فبراير 1839 في بروفيدنس في الولايات المتحدة. حزبياً، نشط في الحزب الجمهوري الديمقراطي. وقد انتخب عضو مجلس النواب الأمريكي.